# Luis Onmura
Luis Onmura, né le 29 juin 1960 à São Paulo (État de São Paulo) et mort le 1er novembre 2024 à Santos (État de São Paulo), est un judoka brésilien. Il participe aux Jeux olympiques d'été de 1984 dans la catégorie des poids légers et remporte la médaille de bronze.

## Palmarès

### Jeux olympiques
- Jeux olympiques de 1984 à Los Angeles,  États-Unis
  -  Médaille de bronze.